# Gaultheria myrtilloides
Gaultheria myrtilloides là một loài thực vật có hoa trong họ Thạch nam. Loài này được Cham. & Schltdl. mô tả khoa học đầu tiên năm 1826.